# Мынчжоу
Мэнчжо́у (кит. упр. 孟州, пиньинь Mèngzhōu) — городской уезд городского округа Цзяоцзо провинции Хэнань (КНР). Название происходит от средневековой административной единицы, чьи власти размещались в этих местах.

## История
При империи Хань в этих местах был создан уезд Хэян (河阳县). Во времена диктатуры Ван Мана он был переименован в Хэтин (河亭县), но при империи Восточная Хань ему было возвращено название Хэян.
При империи Восточная Вэй на северном и южном берегах Хуанхэ были построены крепости, прикрывающие Лоян с востока, и эта местность получила название «Хэянские три крепости» (河阳三城). При империи Северная Ци структуры уезда были расформированы, а вместо них создан военный округ.
При империи Суй в 596 году уезд Хэян был создан вновь. После основания империи Тан уезд в 618 году был переименован в Дацзи (大基县). В 620 году из него был выделен уезд Гудань (谷旦县), а в 625 году уезду было возвращено название Хэян. В 674 году уезд вновь получил название Дацзи. Когда в 712 году на престол взошёл император Сюань-цзун, чьим личным именем было Ли Лунцзи, то из-за практики табу на имена, чтобы избежать употребления входившего в личное имя императора иероглифа «цзи», уезд был вновь переименован в Хэян.
В 843 году была создана область Мэнчжоу (孟州), власти которой разместились в административном центре уезда Хэян. При империи Мин в 1377 году уезд Хэян был расформирован, а область была понижена в ранге до уезда — так появился уезд Мэнсянь (孟县).
После победы в гражданской войне коммунистами была в августе 1949 года создана провинция Пинъюань, и уезд вошёл в состав созданного одновременно Специального района Синьсян (新乡专区) провинции Пинъюань. 30 ноября 1952 года провинция Пинъюань была расформирована, и Специальный район Синьсян перешёл в состав провинции Хэнань. В 1960 году уезд Вэньсянь был присоединён к уезду Циньян, но в 1961 году был воссоздан. В 1967 году Специальный район Синьсян был переименован в округ Синьсян (新乡地区). В 1978 году из уезда Мэнсянь был выделен уезд Цзили, переданный под юрисдикцию Лояна.
В 1986 году уезд Мэнсянь вошёл в состав городского округа Цзяоцзо.
В 1996 году решением Госсовета КНР был расформирован уезд Мэнсянь, а вместо него образован городской уезд Мэнчжоу..

## Административное деление
Городской уезд делится на 4 уличных комитета, 6 посёлков и 1 волость.